# Доходный дом Н. Ф. Хреновой
Доходный дом Н. Ф. Хреновой — памятник архитектуры. Расположен в Центральном районе Санкт-Петербурга, современный адрес дома — Таврическая улица, 7.

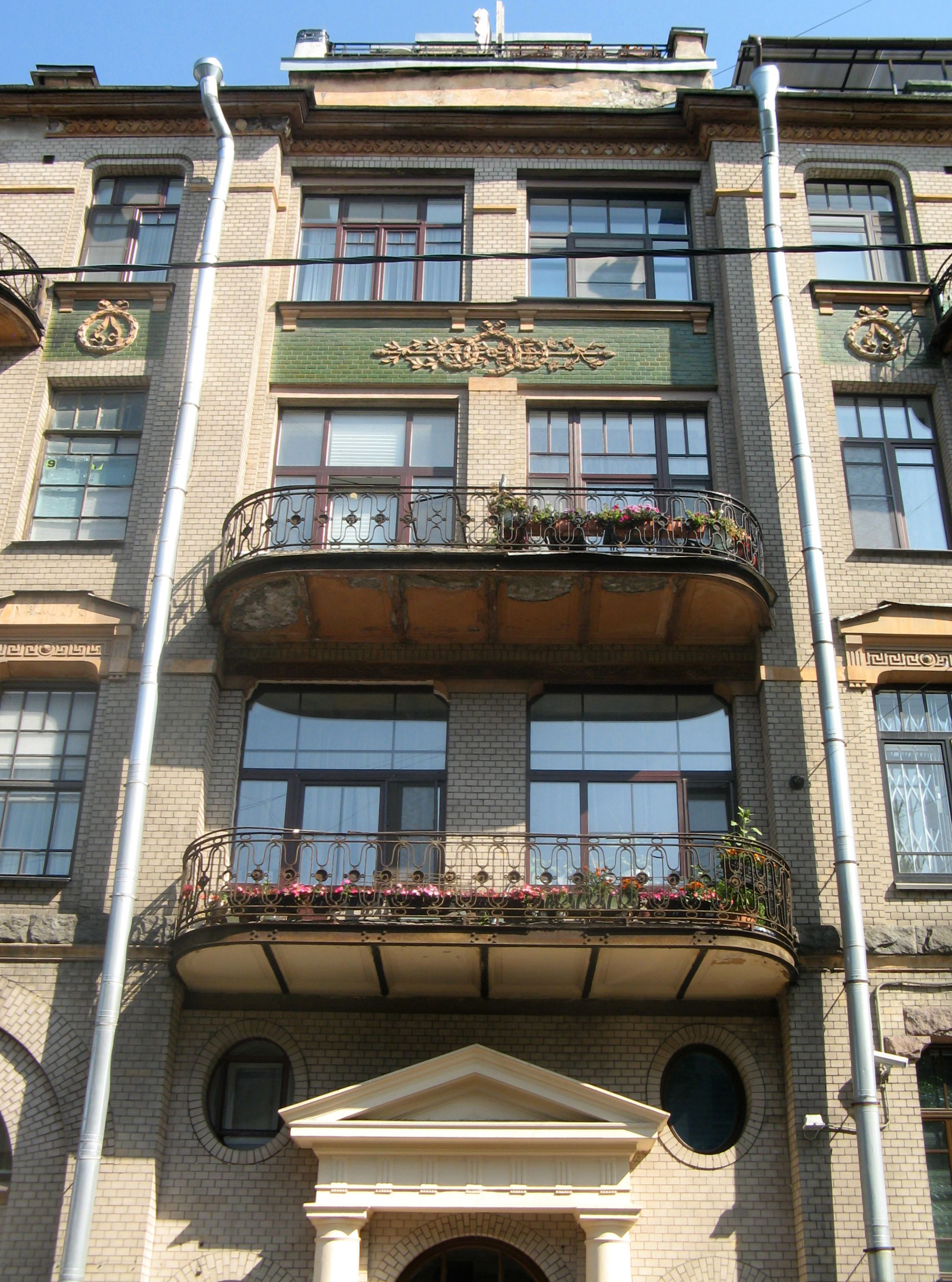

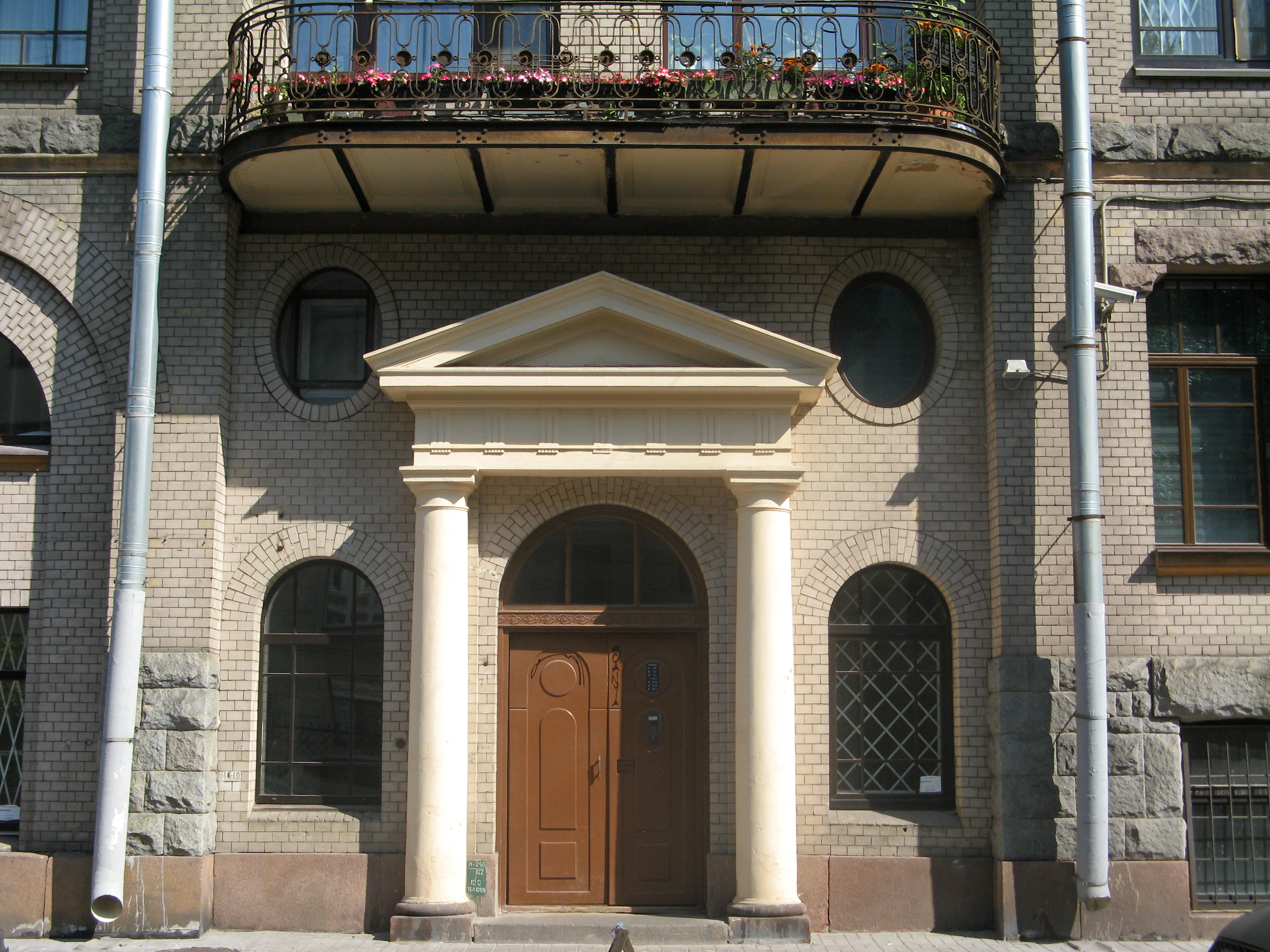

Дом был построен в 1909—1910 году А. С. Хреновым для жены. Во многом, в частности, серым кирпичом, он повторяет ранее построенный соседний дом 5, но отличается от него значительно большей плоскостью форм. Средняя часть здания заглублена, выделена креповками и порталом входа с двумя трёхчетвертными колоннами, штукатурным фризом с метопами, триглифами и треугольным фронтоном. Цоколь отделан гранитом, также в отделке фасада использован облицовочный кирпич, зелёная керамическая плитка. Окна разнообразные, на уровне второго этажа декорированы стилизованными сандриками на кронштейнах и филёнками с орнаментом в виде меандра, на уровне четвёртого — прямыми подоконными досками на кронштейнах. Между 1 и 2 этажами сделана гранитная тяга, между 3 и 4 этажами — фриз с лепным орнаментом в виде тирса, также лепной фриз с цветочной гирляндой проходит над окнами 4 этажа. На 2-4 этажах сделаны балконы.
Со стороны двора цокольный и первый этаж рустованы, в остальном стены гладко оштукатурены.
С 1910 года в доме жил Алексей Алексеевич Уваров, в 1910—1914 годах — Зиновий Исаевич Гржебин.